# Babek (Azerbaiyán)
Babek (en azerí: Babək) es una ciudad de Azerbaiyán, capital del raión de Babek, en la República Autónoma de Najicheván. Su nombre fue puesto en honor del revolucionario persa Bābak Khorram-Dīn.
Se encuentra a una altitud de 827 m sobre el nivel del mar.

## Demografía
Según estimación 2010 contaba con 3252 habitantes.